# Колесник, Раиса Самсоновна
Раиса Самсоновна Колесник (род. 8 февраля 1939, Бурынь) — советская и украинская оперная, камерная певица, лирико-колоратурное сопрано. Депутат Верховного Совета УССР 9—10-го созывов.

## Биография
Родилась в 1939 году в городе Бурынь Сумской области.
В 1956 году окончила Бурынскую среднюю школу № 1. На конкурсе самодеятельности её разглядел Григорий Верёвка, после чего, не зная нотной грамоты, была принята в Киевскую консерваторию имени П. Чайковского.
В 1964 году окончила Киевскую консерваторию, класс Марии Эдуардовны Донец-Тессейр. В том же году стала солисткой Донецкого театра оперы и балета, исполняла партии Марфы («Царская невеста»), Джильды («Риголетто»), Виолетты («Травиата»), Микаэлы («Кармен»), Маргариты («Фауст»), Оксаны («Запорожец за Дунаем»), Елизаветы («Ярослав Мудрый»), заглавные партии в «Иоланте» и «Лакме» и другие. Также выступала как концертная певица.
В 1972 году удостоена звания народной артистки УССР. Член КПСС с 1969 года.
С 1980 года преподаёт в Донецкой консерватории, заведует кафедрой академического пения ныне Донецкой государственной музыкальной академии имени С. С. Прокофьева, преподаватель высшей школы, профессор.
Ученики:
Ирина Беспалова-Примак — певица (сопрано), актриса Киевского театра оперетты, заслуженная артистка Украины.

## Награды
- Народная артистка УССР;
- орден Трудового Красного Знамени;
- орден «Знак Почёта».